# Современные представления о плоской Земле

Вращение Земли. В отличие от анимации выше эта не является компьютерной и представляет собой последовательную смену двадцати двух реальных космических снимков.

Современные представления о плоской Земле распространяются организациями и частными лицами и противоречат как научно установленному факту, что планета имеет форму эллипсоида, так и простым доступным наблюдениям. Идея плоской Земли является псевдонаучной. Представления о плоской Земле классифицируются экспертами в области философии и физики как дениализм.
Современные группы сторонников идеи плоской Земли появились в середине XX века; одни из них настроены серьёзно, другие — нет.
Первые часто руководствуются религией или теориями заговора.
Многие сторонники используют социальные медиа для распространения своих взглядов: благодаря использованию социальных сетей идея плоской Земли всё чаще высказывается и продвигается отдельными людьми, не связанными с большими группами.

## Термины
Сторонники идеи плоской Земли могут именоваться «плоскоземе́льщики» или «плоскоземе́льцы»; приверженцев представлений о шарообразности Земли (всё остальное население) они называют «шарове́ры».
Термин англ. flat-Earth-man используется в уничижительном смысле для обозначения придерживающихся взглядов, смехотворно устаревших или возмутительных с точки зрения мейнстрима. Позднее возник более краткий термин flat-earther. Первый известен в источнике в 1908 года: «Меньше голосов, чем можно было бы предположить для любого человеческого кандидата, будь он даже flat-earth-man». Согласно Оксфордскому словарю английского языка, впервые термин flat-Earther был использован в 1934 году в журнале Punch: «Не будучи фанатичным flat-Earther, [Меркатор] осознавал неудобства… возни с глобусами… для того, чтобы открыть Южные моря». Ряд сторонников теории плоской Земли стал использовать термин flat-earther как самоназвание.

## Причины
Вера в заговор часто переплетается с консервативной христианством. По словам интернет-инфлюенсера Роба Скибы, «главная мотивация» предполагаемого плоскоземельщиками заговора о круглой Земле, расположенной в космосе, «как многие из нас верят, заключается в сокрытии Бога». По его словам, читая Библию, разбирая её текст и понимая, о чём идёт речь, вы никак не можете увидеть в этом тексте представления о шаре, вращающемся вокруг Солнца. По словам автора Алана Бердика, «по стилю и содержанию движение за плоскую Землю является близким родственником креационизма».
Некоторые верующие в плоскую Землю, такие как авторы Зен Гарсия и Эдвард Хендри, ссылаются на христианскую Библию в качестве доказательства своих представлений. Некоторые критики идеи плоской Земли, такие как астроном Дэнни Р. Фолкнер, являются младоземельными креационистами и пытаются объяснить предполагаемый язык Библии о плоской Земле.
В информационный век доступность коммуникационных технологий и социальных сетей, таких как YouTube, Facebook и Twitter, позволила отдельным людям, известным или нет, легко распространять дезинформацию и привлекать других к ошибочным идеям. Среди тем, процветающих в этой среде, представлена и тема плоской Земли. Эти сайты упростили для теоретиков данных идей возможность общаться друг с другом и взаимно укреплять свои убеждения. Социальные сети оказали «выравнивающий эффект», поскольку эксперты теперь имеют меньше влияния на общественное мнение, чем раньше.
YouTube подвергся критике за то, что позволил распространять дезинформацию и теории заговора через свою платформу, в частности, теорию плоской Земли. В 2019 году YouTube заявил, что вносит изменения в свое программное обеспечение, чтобы сократить распространение видеороликов, основанных на теориях заговора, включая теорию плоской Земли. Профессор Эшли Ландрум призвала самих учёных дать отпор, используя YouTube в качестве платформы для распространения научных взглядов. «Мы не хотим, чтобы YouTube был заполнен видеороликами, в которых говорится о причинах, по которым Землю нужно признать плоской». «Нам нужны другие видео, в которых будет показано, почему эти причины нереальны, а вот несколько способов, с помощью которых вы можете самостоятельно исследовать этот вопрос».
В документальном фильме «За изгибом» (2018), который рассказывает о выдающихся современных сторонниках теории плоской Земли, включая Марка Сарджента и Патрисию Стир, а также об астрофизиках и психологах, пытающихся объяснить эту растущую моду, профессор психиатрии Джо Пьер предлагает в качестве объяснений: эффект Даннинга — Крюгера (явление, при котором невежество в определённой области делает людей неспособными признать собственное невежество или отсутствие способностей в этой области); непонимание простых наблюдений; псевдонаучные практики, которые не в состоянии отделить надёжные выводы от ненадёжных; и прогрессирующее отклонение от реальности, которое начинается с убеждения, что традиционным источникам информации и властям доверять нельзя.
Научные эксперты (в том числе психолог Пер Эспен Стокнес) в фильме «За изгибом» указали на предвзятость подтверждения как на способ поддержания контрфактуальной веры, в рамках которого отбираются только подтверждающие доказательства, а любые опровергающие доказательства отвергаются как связанные с предполагаемым мировым заговором; кроме того, человек часто находит себе круг общения, в котором поддерживают его взгляды. 
Джо Пьер отмечает, что если стороннику этих взглядов привести доказательства против его убеждений, он придумает более сложное и менее вероятное объяснение. Так, Марк Сарджент отвергает аргумент наблюдаемости спутников Юпитера, предполагая, что наблюдаемое на небе может быть огромным планетарием, а над облаками может располагаться система экранов. Отмечалось, что причинами веры в плоскую Землю не является недостаток ума, интеллекта или образованности.
Оказавшись перед необходимостью объяснить фотографии Земли из космоса, наблюдения астронавтов, а также то, почему все основные социальные институты, такие как правительства, средства массовой информации, школы, учёные и авиакомпании не сомневаются в шарообразности Земли и т. д., современная теория плоской Земли очень часто принимает какую-либо форму теории заговора. Как сказал своей аудитории Даррил Марбл, спикер на конференции по плоской Земле, после просмотра часов видео на YouTube, посвящённых заговорам о Санди-Хук, 11 сентября, ложных флагах, Бильдербергском клубе, Ротшильдах, иллюминатах — «Каждая вещь начала приобретать гораздо больше смысла. Я уже готов был принять всю идею плоской Земли, потому что мы пришли к выводу, что нас обманывают во многих других сферах. Поэтому, конечно, они лгали нам и об этом».
Сторонники идеи плоской Земли склонны не доверять наблюдениям, которые не сделали сами, и часто не доверяют друг другу или не соглашаются друг с другом. Патрисия Стир в призналась, что поверила бы в реальность такого события, как взрывы на Бостонском марафоне, только если бы ей самой оторвало ногу.
3 мая 2018 года научный скептик Стивен Новелла проанализировал современную веру в плоскую Землю и пришёл к выводу, что хотя по мнению большинства людей, заявляющие о плоской форме Земли делают это не серьёзно, в действительности плоскоземельщики искренне верят в свою идею, а не «просто говорят это, чтобы нас задеть». По его словам, «это основная ошибка сторонников теории плоской Земли и современного популистского неприятия экспертных знаний в целом». Такие идеи представляют собой очень упрощённый взгляд на мир, игнорирующий отчасти из-за невежества, а отчасти из-за предвзятых рассуждений, реальную сложность современной цивилизации. Верующие действуют «лениво», ведут себя «по-детски и потакают своим желаниям», что приводит к «глубокому уровню невежества, тонущему в предвзятых рассуждениях».
Британский скептический активист Майкл Маршалл посетил ежегодный съезд Flat Earth UK Convention 27-29 апреля 2018 года и отметил разногласия по нескольким взглядам среди верующих в плоскую Землю. Для Маршалла одним из самых показательных моментов на съезде был тест «Flat Earth Addiction», основанный на контрольном списке, используемом для определения того, является ли человек членом культа без осознания участниками съезда возможности нахождения их в этом культе.

## Представления
Если судить по выступлениям спикеров на съезде Flat Earth UK в Великобритании в 2018 году, сторонники теории плоской Земли сильно различаются во взглядах. Хотя большинство согласны с тем, что Земля имеет форму диска, некоторые убеждены, что её форма представляет собой ромб. Кроме того, хотя большинство сторонников теории плоской Земли не верят в существование космоса, и никто из них не верит, что люди когда-либо летали туда, их взгляды на вселенную сильно различаются. Конференции Flat Earth International, организованные Робби Дэвидсоном, не связаны с Обществом плоской Земли. По словам Дэвидсона, «Земля — это… неподвижная плоскость с солнцем, луной и звездами внутри купола», в то время как Общество плоской Земли продвигает модель, в которой Земля — это «диск, летящий в пространстве», что Дэвидсон считает «невероятно нелепым». Сторонники теории плоской Земли могут отрицать легко проверяемый факт существования полярного дня и полярной ночи, которые были бы невозможны в условиях плоской Земли.

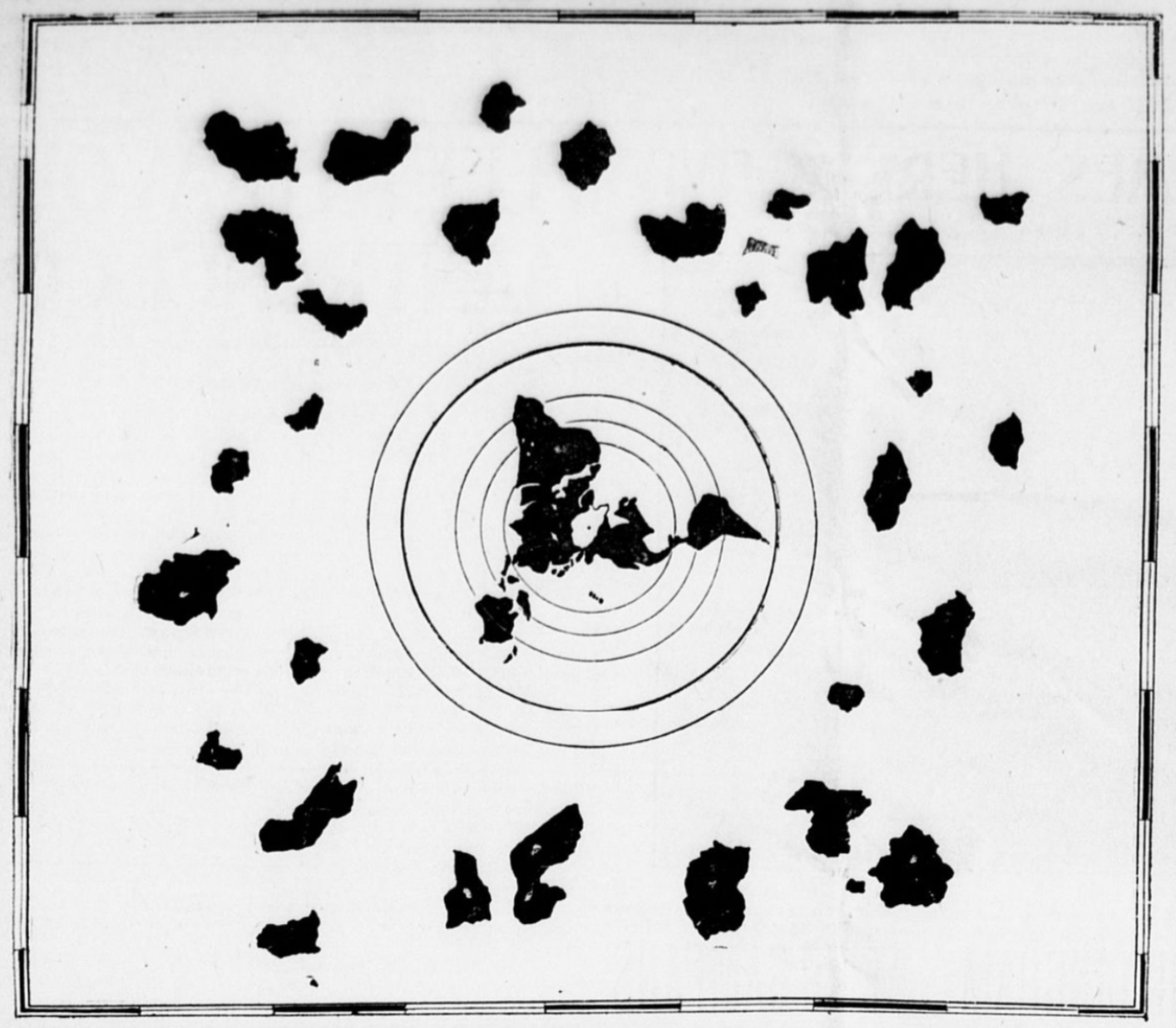
Вариант с множеством материков

Создатели документального фильма «За изгибом» (2018) посетили одну из встреч сторонников плоской Земле, проходившую в 2017 году в Северной Каролине, на которой утверждалось, что Земля — бесконечная плоскость, предположительно с большим количеством континентов за пределами круглой «ледяной стены Антарктиды».
Евангелист Натан Томпсон, создатель крупной группы сторонников теории плоской Земли на Facebook, утверждает, что Земля плоская и неподвижная, потому что никто не ощущает её движения, вращения.
Астрофизик Ханналоре Герлинг-Дансмор отмечает, что невозможно быть приверженцем теории плоской Земли без веры в гигантский заговор. Необходима причина, чтобы отбросить все доказательства шарообразности Земли как ложные; если они ложные, значит были подделаны; если они подделаны, это и есть заговор. По словам Патрисии Стир, все заговоры это паутина, в центре которой заговор о шарообразной Земле.
Члены Общества плоской Земли и другие сторонники теории плоской Земли утверждают, что НАСА и другие правительственные агентства сговорились фабриковать доказательства того, что Земля имеет форму шара. Согласно наиболее распространённой версии современной теории плоской Земли, НАСА охраняет «антарктическую ледяную стену», окружающую Землю. Сторонники теории плоской Земли утверждают, что НАСА манипулирует и фальсифицирует свои спутниковые снимки. Доказательствами плоскоземельщики считают наблюдения, что цвет океанов меняется от снимка к снимку, а континенты кажутся находящимися в разных местах. Публичный образ отстаивается посредством широкомасштабной практики «компартментализации», согласно которой только избранному числу людей известна истина. Марк Сарджент утверждал, что спутники запускают в небо на воздушных шарах. Натан Томпсон заявил, что «НАСА» на иврите означает «обманывать».
Согласно Патрисии Стир, власти, "которых не должно быть", делают всё, на что только способны, в том числе руководят заговорами, связанными с вакцинами, ГМО, химтрейлами и 11 сентября. Евангелист Натан Томпсон отмечает, что библейская космология является геоцентрической, и утверждает, что заговор шарообразной Земли направлен на то, чтобы обманывать людей и колоть им вакцины; по его словам, динозавры, происхождение человека от древних обезьян и многомиллиардный возраст Земли — выдумки, а гелиоцентризм — это форма принудительного поклонения Солнцу. По словам Томпсона трансгендеры захватывают СМИ, чтобы сменить всем людям пол на противоположный. Стир и Томпсон не уверены, кто именно стоит на вершине пирамиды контроля. Томпсон допускает, что это могут быть евреи, масоны или кто-то другой. Он утверждает, что эти заговорщики совершают человеческие жертвоприношения и кровавые ритуалы.
Марк Сарджент утверждает, что наука должна была "раздавить" движение в первый же месяц, но вышло иначе: движение плоской Земли «сокрушает» науку, потому что "они не знают, как этим бороться" и, не будучи уверенными в своих силах, даже не связываются с плоскоземельщиками; у науки, по его словам, нет ответов на вопросы плоскоземельщиков. Сарджент говорит, что среди сторонников плоской Земли нет учёных, людей с академической степенью, потому что, достигнув определённого уровня образования, по его мнению, человек становится заложником системы образования. Сарджент и другие плоскоземельщики говорят, что если учитель или учёный поддержат идею плоской Земли, то рискуют остаться без средств к существованию.
Карлос Диас Руис и Томас Нильссон провели исследование аргументов, используемых сторонниками теории плоской Земли, и выделили три фракции плоскоземельщиков, каждая из которых придерживается собственного набора убеждений.
Первая фракция придерживается идеи религиозного конфликта, утверждая, что атеисты используют науку для подавления христианской веры. Согласно их аргументации, атеисты используют «псевдонауку» — идеи эволюции, Большого взрыва и шарообразной Земли, чтобы заставить людей поверить, что Бог — это абстрактная идея, а не реальность. Сторонники этих взглядов используют буквальное прочтение Библии, чтобы доказать существование Бога. Эта фракция формулирует аргументы о плоской Земле в качестве откровения, например, буквальное толкование Апокаликсиса, 7: «Я увидел четырёх ангелов, стоящих на четырёх углах земли…».
Вторая фракция верит во всеобъемлющий заговор с целью подавления знаний. Основываясь на предпосылке, что знание — это сила, теория заговор о плоской Земле утверждает, что теневая группа «элит» контролирует знания, чтобы оставаться у власти. По мнению сторонников этой фракции, ложь о фундаментальной природе Земли подготавливает население к вере в множество других ложных теорий, созданных заговорщиками. Эта фракция представляет аргументы о плоской Земле как освободительные.
Третья фракция считает, что знание следует получать через личный опыт и эксперименты. Сторонники пренебрегают знаниями, полученными из авторитетных источников, особенно книжными знаниями. Они стремятся выяснить самостоятельно, действительно ли Земля шарообразная или всё же плоская. Поскольку они не доверяют книжным знаниям и математическим доказательствам, их аргументация основана на их персональных наблюдениях и опыте, согласно которым Земля имеет плоскую форму. Эта фракция представляет аргументы о плоской Земле как экспериментальные.
Одни сторонники теории плоской Земли могут проявлять недоверие к другим, утверждая, что они могут быть в сговоре с властями и приверженцами теории шарообразной Земли. Один из ветеранов движения Мэт Пауэрленд, также известный как Мэтт Бойлан, рассматривающий себя как главную фигуру среди плоскоземельщиков, публиковал видео, в которых утверждалось, что Марк Сарджент и Патрисия Стир работают на Пентагон, ЦРУ, НАСА, «Warner Brothers» и т. д. Он отказался от участия в конференции по плоской Земле, проходившей в 2017 году в Северной Каролине. На конференции Flat Earth 2017 года несколько докладчиков упомянули «подставных лиц», имеющихся в данном сообществе, людей, якобы поддерживающих теорию, но на самом деле принадлежащих к программе контрразведки глубинного государства, целью которой является представить движение смехотворным. В 2016 году Эрик Дубей в видео «200 доказательств» назвал Марка Сарджента, Джерана Кампанеллу и других деятелей «подозреваемыми контролируемыми оппозиционными подставными лицами». В 2017 году в радиоинтервью он назвал ноябрьскую конференцию «фестивалем подставных лиц». Бюрократия сторонников плоской Земли также вызывает подозрения. В конце второго дня конференции участник упомянул о плане создания некоммерческой организации для продолжения работы. Это вызвало упрёк со стороны слушательницы из зала: «Вы держали меня в напряжении, пока я не услышала, как этот джентльмен сказал: „Причина, по которой нам пришлось спешно получить 501(c)(3)“». «В ходе своих исследований я обнаружила, что это контракт с Люцифером».

## Исторический контекст

Сэмюэл Роуботэм

В современном мире идея плоской Земли возникла благодаря английскому писателю Сэмюэлю Роуботэму (1816—1884). Основываясь на выводах, полученных в результате эксперимента с уровнем Бедфорда (позднее опровергнутых), Роуботэм опубликовал памфлет под названием «Зететическая астрономия». Позднее он расширил его до книги «Земля — не глобус», в которой утверждал, что Земля представляет собой плоский диск с центром на Северном полюсе, ограниченный по южному краю ледяной стеной — Антарктидой. Роуботэм также считал, что Солнце и Луна находятся на высоте 3000 миль (4800 км) над Землей, а «космос» — на высоте 3100 миль (5000 км) над Землей. Он также опубликовал брошюру под названием «Непоследовательность современной астрономии и её противопоставление Писанию», в которой утверждал, что «Библия, наряду с нашими чувствами, поддерживает идею о том, что Земля плоская и неподвижная, и эта важнейшая истина не должна быть отброшена в пользу системы, основанной исключительно на человеческих догадках».

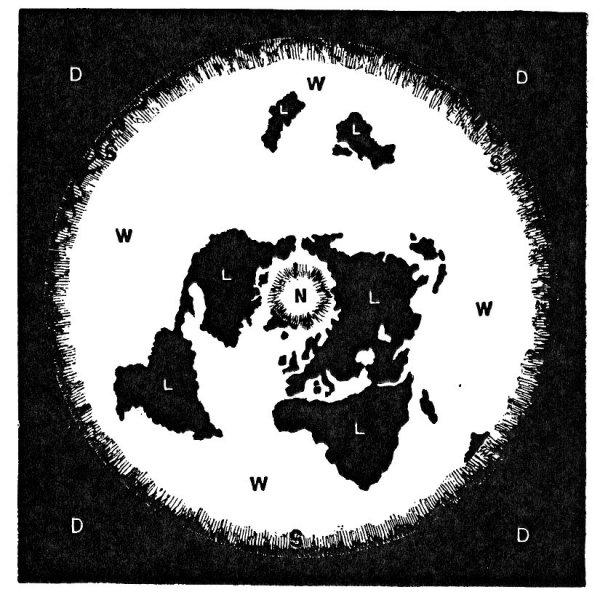
Изображение Земли из книги «Земля — не глобус»

Роуботэм и его последователи, такие как Уильям Карпентер (1830—1896), привлекли к себе внимание благодаря успешному использованию псевдонауки в публичных дебатах с ведущими учёными, такими как натуралист Альфред Рассел Уоллес. Роуботэм создал Зететическое общество в Англии и Нью-Йорке, разослав более тысячи экземпляров книги «Зететическая астрономия».
После смерти Роуботэма леди Элизабет Блаунт основала Универсальное зететическое общество, целью которого было «распространение знаний, связанных с естественной космогонией в подтверждение Священного Писания и основанных на практических научных исследованиях». Общество издавало журнал The Earth Not a Globe Review и оставалось активным вплоть до начала XX века. С 1901 по 1904 год выходил журнал Earth: a Monthly Magazine of Sense and Science, который редактировала леди Блаунт.

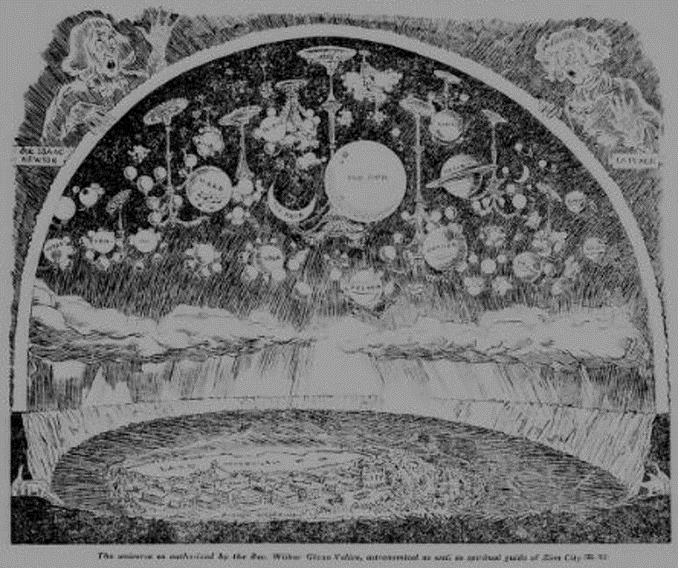
Модель мира по Воливе, на которую смотрят удивленные Ньютон (слева) и Коперник (справа), 1922

В США идеи Роуботэма были восприняты Джоном Александром Доуи, основавшим в 1895 году Христианскую католическую апостольскую церковь. В 1906 году главой церкви стал заместитель Доуи Уилбур Гленн Волива, который пропагандировал идею плоской Земли до своей смерти в 1942 году. Доуи основал в штате Иллинойс город Сион-Сити, главой которого и стал, установив теократическую форму правления. Волива был «генеральным надзирателем» Сиона с 1906 по 1937 год.
Волива объяснял журналистам, что «форма Земли похожа на стейк на круглой тарелке, окруженный ободком из картофельного пюре». «Пюре» на самом деле якобы были стенами льда, за которыми был край земли, и которые, по мнению Воливы, преодолеть человеку было бы невозможно из-за жутких холодов, а корабли провалились бы в бездну. Дальше, как утверждал Волива, начинался Аид, а за ним — некое загадочное место, в котором находятся призраки расы, что населяла Землю до Адама и Евы. Известность Волива получил в 1920-х годах, когда статьи о нём и о его взглядах стали публиковаться в прессе, сначала в местной, а затем и в общенациональной. Впрочем, ни сам Волива, ни его церковь, не публиковали материалов о плоской Земле. Однако 10 мая 1930 года целый выпуск «Листков исцеления» был посвящён доказательствам того, что земля плоская. В частности, в качестве доказательства плоской Земли была опубликована фотография береговой линии озера Уиннебейго протяжённостью 12 миль.

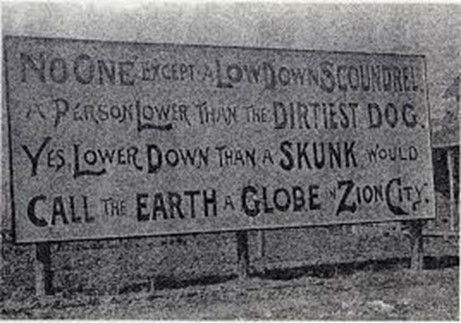
«Только подлый негодяй, личность ниже, чем самая грязная собака, да, ниже чем скунс, назовёт Землю шаром в Сион-Сити»

В приходских школах Сиона были запрещены глобусы, а карты Земли в классах были нарисованы в соответствии с представлениями Воливы: в центре располагался Северный полюс, а Антарктида представляла собой ледяной пояс, окружавший плоскую Землю по периметру. Солнце, согласно школьной программе (составленной главой системы приходских школ суперинтендантом Апостлом Дармсом) было диском диаметром 32 мили, находившимся на расстоянии 2700 миль от Земли, тогда как небеса представляли собой твердый купол, на котором светила были закреплены, словно люстры на потолке. Вероятно, в государственных школах так же поступали учителя, желая сохранить свои рабочие места. Приходские школы были закрыты в конце 1930-х в связи с поджогом храма и общим упадком города. После отстранения Воливы от власти, идея о плоской земле была отвергнута Христианской католической апостольской церковью.

## Организации

### Международное общество по исследованию плоской Земли

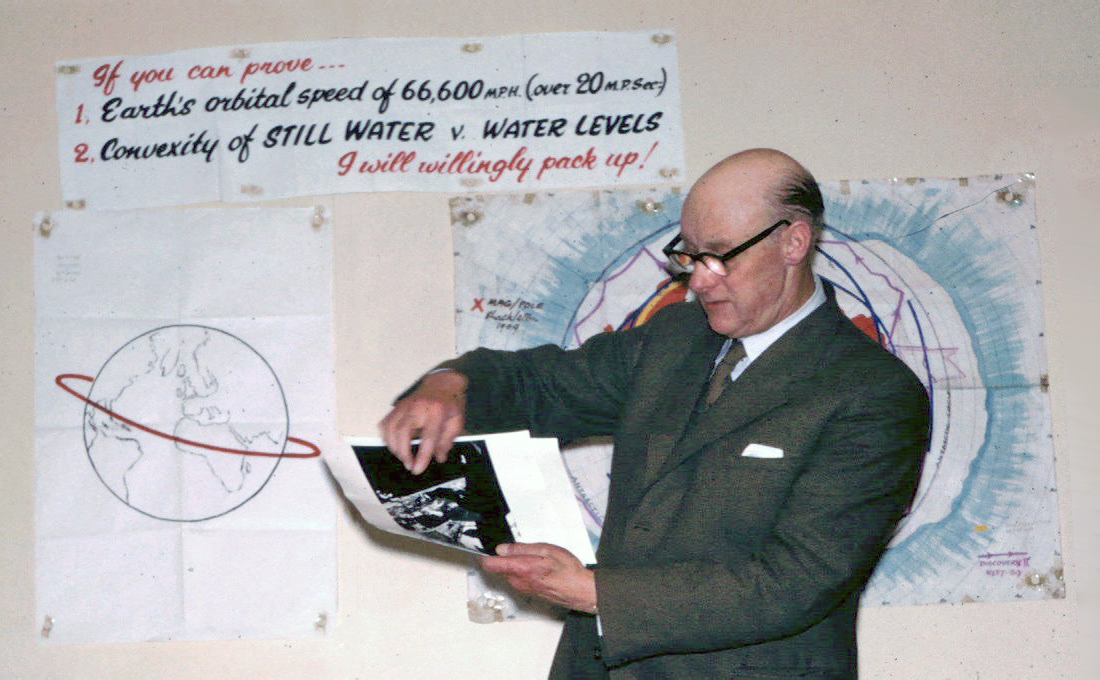
Сэмюэл Шентон

В 1956 году Сэмюэл Шентон возродил Универсальное зететическое общество под названием Международное общество плоской Земли (англ. International Flat Earth Research Society). На посту президента общества в 1971 году его сменил Чарльз К. Джонсон. За три десятилетия президентства Джонсона число сторонников общества значительно увеличилось. Общество распространяло информационные бюллетени, листовки и тому подобную литературу, в которой отстаивалась модель плоской Земли. В лице своих руководителей общество утверждало, что высадка человека на Луну была мистификацией, снятой в Голливуде по сценарию Артура Кларка либо Стенли Кубрика.

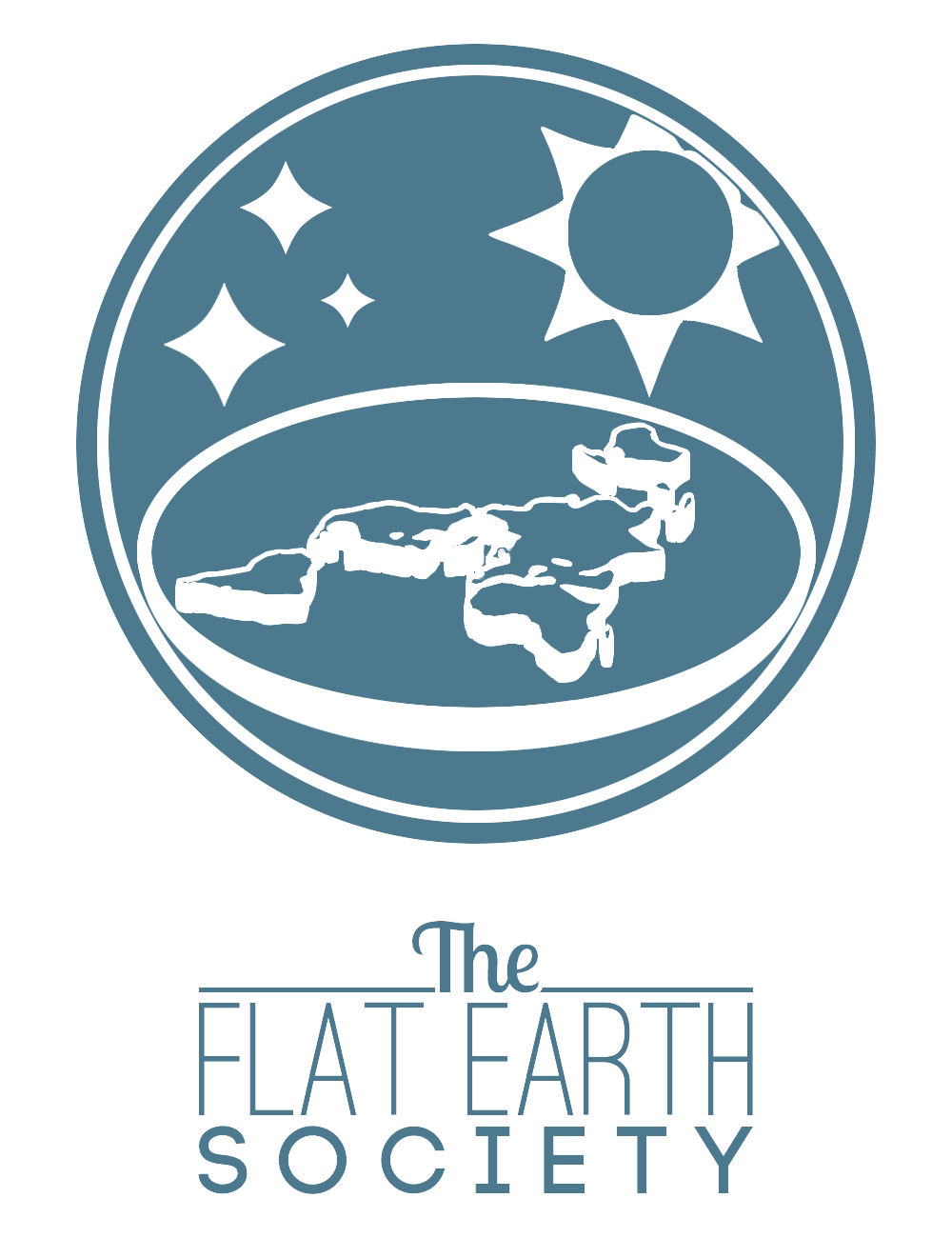
Логотип Общества плоской Земли

Общество плоской Земли ставит своей целью доказать, что Земля — плоская. По заявлениям его сторонников, все правительства Земли составили мировой заговор с целью обмануть людей. Космология общества включает следующие положения:
- Земля считается плоским диском 40 000 километров в диаметре, с центром в районе Северного полюса.
- Солнце и Луна вращаются над поверхностью Земли. То же самое происходит со звёздами.
- Гравитация отрицается. Сила тяжести возникает в результате движения Земли вверх с ускорением 9,8 м/с²[62].
- Южного полюса не существует. Антарктика считается ледяной стеной, опоясывающей мир.
- Все фотографии Земли из космоса считаются подделками.
- Космоса не существует, все запуски спутников и людей в космос считаются обманом.
- Расстояние между объектами в южном полушарии намного больше, чем принято считать. Тот факт, что перелёты между ними происходят быстрее, чем должно быть согласно карте плоской Земли, объясняется тем, что экипаж и пассажиры авиалайнеров и морских судов тоже замешаны в заговоре[63][нет в источнике] (англ.).

По словам Чарльза К. Джонсона, под его руководством число членов группы выросло до 3500 человек, но после пожара в его доме в 1997 году, который уничтожил все записи и контакты членов общества, оно начало сокращаться. Вскоре после этого умерла жена Джонсона, которая помогала вести базу данных членов общества. Сам Джонсон умер 19 марта 2001 года.

### Общество плоской Земли Канады
Общество плоской Земли Канады (Flat Earth Society of Canada) было основано 8 ноября 1970 года философом Лео Феррари, писателем Раймондом Фрейзером и поэтом Олденом Науланом и действовало до 1984 года. Его архивы хранятся в Университете Нью-Брансуика.
Члены общества называли себя «планотеррестриалистами» (planoterrestrialists), и их цели значительно отличались от других обществ плоской Земли. Они утверждали, что основной проблемой нового технологического века является готовность людей принимать теории «на слепую веру и отвергать доказательства собственных чувств». Пародийные намерения Общества проявились в работах Феррари, который обвинял «глобуляристов» во всём, начиная от гендерного и заканчивая расовым неравенством. Феррари также утверждал, что чуть не упал с «края» Земли в Бримстоун-Хед на острове Фого.
Феррари был привлечён в качестве «эксперта» в псевдодокументальном фильме «В поисках края плоской Земли» (In Search of the Edge), снятом в 1990 году компанией Pancake Productions (название которой отсылает к выражению «плоский, как блин»). В прилагаемом к фильму учебном пособии Феррари раскрывает окказионализм «глобулярист»: это понятие, обозначающее человека, который верит, что Земля шарообразная. Настоящий замысел фильма, который частично финансировался Советом по искусству Онтарио и Канадской государственной службой кинематографии, заключался в развитии критического мышления и медиаграмотности школьников путём «[попытки] убедительно доказать то, что все воспринимали как ложь».
Мультимедийная художница Кэй Бёрнс воссоздала Общество плоской Земли Канады в качестве художественного проекта под своим альтер эго Айрис Тейлор в качестве его президента. Бёрнс создала инсталляцию под названием «Музей плоской Земли», в которую вошли некоторые артефакты группы 1970 года. Она была представлена в 2016 году в «Flat Earth Outpost Café» в бухте Шол Бэй, остров Ньюфаундленд.

### В Италии
В Италии не существует централизованных обществ плоской Земли. С 2010-х годов начали возникать небольшие группы сторонников теории заговора, которые проводят встречи и распространяют идею плоской Земли. Среди них Калоджеро Греко, Альбино Галуппини и Агостино Фавари, которые в 2018—2019 годах организовали несколько встреч в Палермо, Сицилия, со стоимостью входа 20 евро.
В частности, они утверждают следующее:
- НАСА похоже на Диснейленд, космонавты — актёры[75][76].
- Фотография сверхмассивной чёрной дыры в ядре сверхгигантской эллиптической галактики Messier 87, сделанная в апреле 2019 года, является подделкой[76].
- Доказательством плоской формы Земли является горизонтально расположенная и наполненная водой бутылка, в которой уровень воды никогда не искривляется[75][76].

Также они считают, что у США есть план по созданию в Европе новой Америки, открытой для всех, где единственной ценностью является потребительство, и Джордж Сорос руководит сатанинским глобалистским заговором. Они отвергают существование в прошлом динозавров, дарвиновскую теорию эволюции и авторитет научного сообщества, утверждая, что учёные являются масонами.
Бывший лидер политической партии «Движение пяти звёзд» Беппе Грилло проявил интерес к группе, признавшись, что восхищается их духом свободы слова и хотел бы принять участие в конференции в мае 2019 года. Однако в итоге Грилло участвовать не стал.

## Возрождение в эпоху Интернета

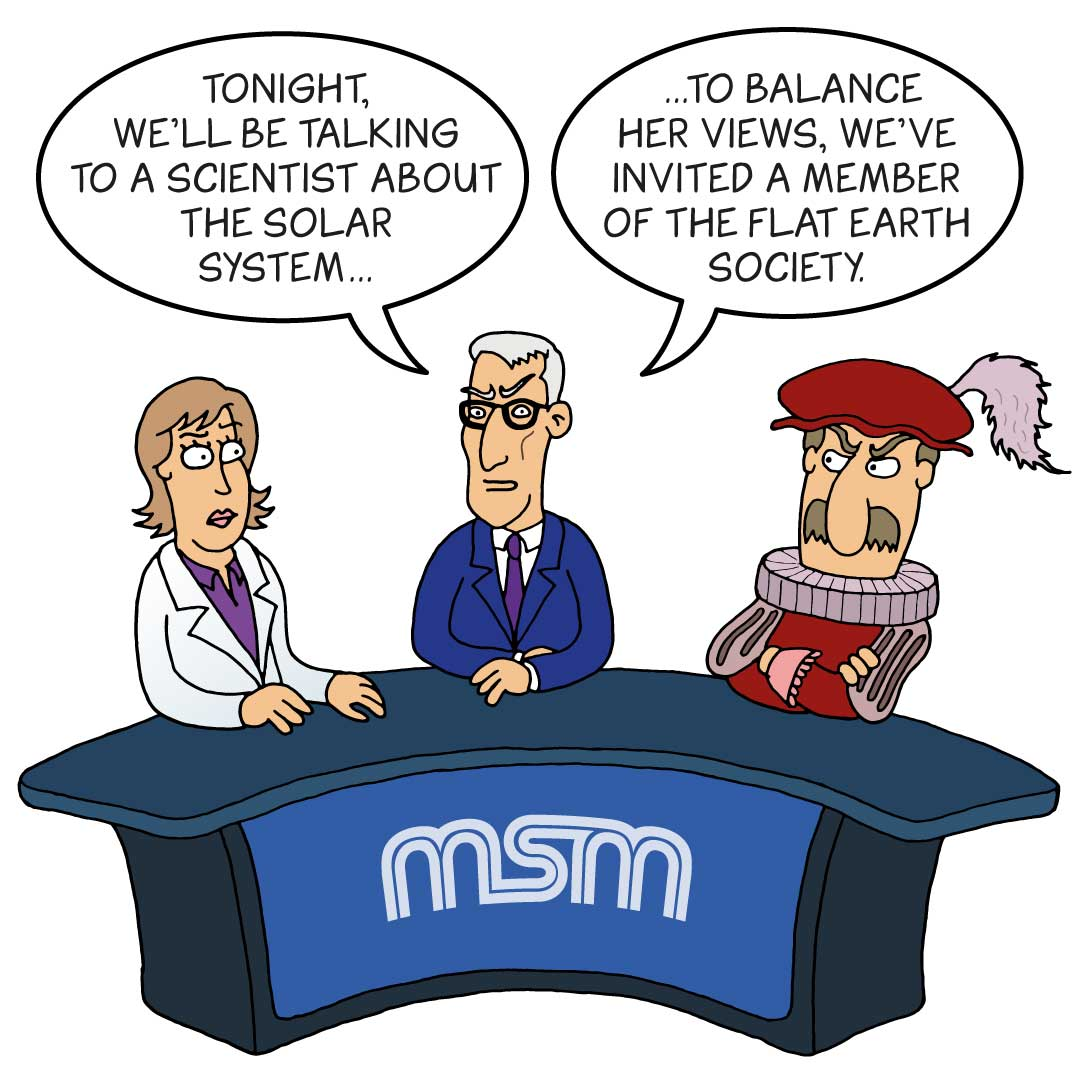
Ложный баланс в СМИ, Джон Кук, Skeptical Science: «В сегодняшнем ночном эфире мы побеседуем с учёным о Солнечной системе …Чтобы сбалансировать её взгляды, мы пригласили члена Общества плоской Земли»

В эпоху Интернета доступность коммуникационных технологий и социальных сетей, таких как YouTube, Facebook и Twitter, упростила для известных и других людей задачу распространения дезинформации и привлечения внимания к ошибочным идеям. Одной из тем, процветающих в этой среде, является тема плоской Земли.
Современные «плоскоземельщики» обычно разделяют ту или иную теорию заговора из-за необходимости объяснить, почему социальные институты, такие как правительства, СМИ, школы, учёные и авиакомпании исходят из представлений о шарообразности Земли. Они склонны не доверять наблюдениям, которые не сделали сами, и часто не доверяют или не согласны друг с другом. Они также могут быть менее склонны к идее безошибочности Библии, а некоторые критики идеи плоской Земли, такие как астроном Дэнни Р. Фолкнер, являются младоземельными креационистами и пытаются объяснить идею плоской Земли языком Библии.
Некоторые деятели исламского фундаментализма утверждают, что шарообразность Земли противоречит мусульманскому вероучению.
В 2016 году американский рэпер B.o.B, в серии твитов отстаивавший идею плоской Земли, вступил с астрофизиком и известным популяризатором науки Нилом Деграссом Тайсоном в публичный спор, переросший в обмен диссами.
25 сентября 2017 года идея плоской Земли была представлена российским телеведущим Игорем Прокопенко в программе «Самые шокирующие гипотезы».
С 2017 года получила распространение серия вирусных видео, записанная семиклассником из Челябинской области Максимом Ожерельевым — «Обращение к шароверам» и др. В роликах автор пытался распространить миф о плоской Земле. Серия стала популярна благодаря матерной лексике, используемой автором, в том числе, слову «шароёбы», а также несостоятельности его аргументов. После получения популярности автор подвергся троллингу, скрыл свои видео и отрёкся от этого убеждения. «Москва 24» включило ролик в свой список «Главных мемов 2017 года» за июль.
В 2018 году бразильские авторы из «Dakila Pesquisas», заявленные как исследователи, выпустили фильм «Выпуклая Земля: документальный фильм», где представили результаты своих экспериментов, на основании которых был сделан вывод, что Земля является плоской с небольшой выпуклостью.
В этом же году американский блогер известный под псевдонимом Flat Out Hero, сторонник плоской Земли, запустил челлендж: ютубер заявил что лично выплатит 100 тысяч долларов тому, кто, пользуясь лётными картами, пролетит маршрут из трёх отрезков и по окончании каждого совершит поворот на 90 градусов. На данный вызов откликнулся другой ютубер под ником Wolfie6020, который является профессиональным пилотом. Условие он выполнил успешно и в качестве доказательств предоставил карты маршрута, однако сторонник плоской Земли заявил, что карты с лётной программы были сфабрикованы и предоставил сайт с другими картами, однако потом пилот снова выполнил челлендж удачно. Несмотря на то, что блогер выполнил все условия плоскоземельщик остался при своём мнении и отказался выплачивать обещанные 100 тысяч долларов, заявив что его обманули.
В феврале 2020 года каскадёр и сторонник идеи плоской Земли американец Майкл Хьюз, известный по прозвищу Безумный Майк, разбился при попытке совершить полет на самодельной ракете, которая работает на паровом двигателе, на высоту 1,5 км; он намеревался совершить полёт в космос и сделать оттуда снимок плоской Земли. После смерти Хьюз его представитель по связям с общественностью заявил, что он использовал идею плоской Земли только в качестве пиар-хода, чтобы получить финансирование для своих ракет. К похожему заключению пришёл научный обозреватель Мик Уэст после общения с Хьюзом.
Уилл Даффи, пастор из Денвера, в течение трёх лет собрал группу создателей контента на YouTube, которая состоит как из разделяющих факт шарообразной Земли, так и из сторонников теории плоской Земли. Целью группы было определение формы Земли при помощи совместных наблюдений. В рамках проекта «Последний эксперимент» две созданные команды отправились в Лагерь Союзного Льда, частное учреждение в 1138 км от Южного полюса, с целью лично убедиться, соответствуют ли действительности сообщения о том, что Солнце в этих краях в летнее время не заходит круглые сутки, то есть существует полярный день, что противоречит модели плоской Земли и отрицается её сторонниками. В результате несколько известных сторонников теории плоской Земли изменили свои взгляды, в частности, Жеран Капанелла, известный теоретик плоской Земли, принимавший участие в экспедиции в Антарктиду, заявил, что иногда люди способны ошибаться. Однако автор видеоконтента на YouTube Остин Уитсит заявил, что наблюдения группы это единичный факт, который ничего не доказывает.

## Экспериментальная деятельность
Джеран Кампанелла запустил канал «Антиглобусники» (GlobeBustars), авторы которой — «массовая группа инженеров и учёных». Они поставили ряд экспериментов, по их словам, доказывающих, что Земля плоская. GlobeBusters использовали кольцевой лазерный гироскоп, пытаясь доказать, что Земля не вращается. Вместо этого они обнаружили отклонение на 15 градусов в час, что свидетельствует о вращении Земли. Однако они отвергли этот результат, заявив, что уловили не вращение Земли, а движение небесной тверди.
Марк Сарджент утверждал, что очень долго следил за flightaware.com, чтобы проверить, совершались ли какие-либо полеты между континентами в Южном полушарии: в его дискообразной модели эти континенты расположены намного дальше друг от друга, чем на земном шаре, поэтому сообщение по таким маршрутам было бы затруднительно. Он заявил, что не увидел таких маршрутов, и воспринял это как доказательство плоской Земли. Астрофизик из Калтеха Ханналор Герлинг-Дансмор отправилась на тот сайт и сразу же нашла маршруты, которые противоречили утверждениям Сарджента.

## В обществе
Издаётся большое количество литературы сторонников теории плоской Земли. Существуют сайты и группы знакомств для поиска романтических партнёров, разделяющих идею плоской Земли, например, группа в Facebook Flat Earth Match. Выпускается «плоскоземельная» музыка. Сторонники в США используют автомобильные номера с фразами, выражающими их идеи. Продаётся разнообразный мерч, связанный с идеей плоской Земли. Крис Понтиус из Далласа, Техас, занимается изготовлением моделей плоской Земли.
Создатели фильма «За изгибом» поговорили с несколькими людьми, которые рассказали, что из-за своих убеждений в плоской Земле они потеряли романтических партнёров и больше не общались со многими друзьями и членами семьей. Один из них признался, что устал от того, что ему говорят, что он «идиот»

## Численность сторонников
Начиная с 2010-х годов число верующих в плоскую Землю увеличилось, как членов современных обществ плоской Земли, так и неаффилированных с ними лиц, использующих социальные медиа.
В исследовании 2018 года, о котором сообщил Scientific American, только 82 % американских респондентов в возрасте от 18 до 24 лет согласились с утверждением «Я всегда верил, что Земля круглая». Однако твёрдая вера в плоскую Землю встречается редко, таких респондентов менее 2 % во всех возрастных группах.
Опрос YouGov 2018 года показал, что около 4 % населения Соединённых Штатов верят в плоскую Землю. При этом более половины сторонников теории плоской Земли (52 %) определяли себя как «очень религиозные». В России, согласно опросу ВЦИОМ, проведённому в 2018 году, в то, что Земля плоская, верили около 4,4 миллионов человек: около 3 % населения страны.
Опрос YouGov 2019 года показал, что идею плоской Землю поддерживает около 3 % британцев.
В 2020 году сообщалось, что, согласно опросу Datafolha, в плоскую Землю верили 7 % бразильцев.
Исследование POLES 2021 показало, что около 10 % населения Соединённых Штатов верят, что Земля плоская
В 2022 году согласно опросу 11 % жителей США верили, что Земля плоская.

## Критика

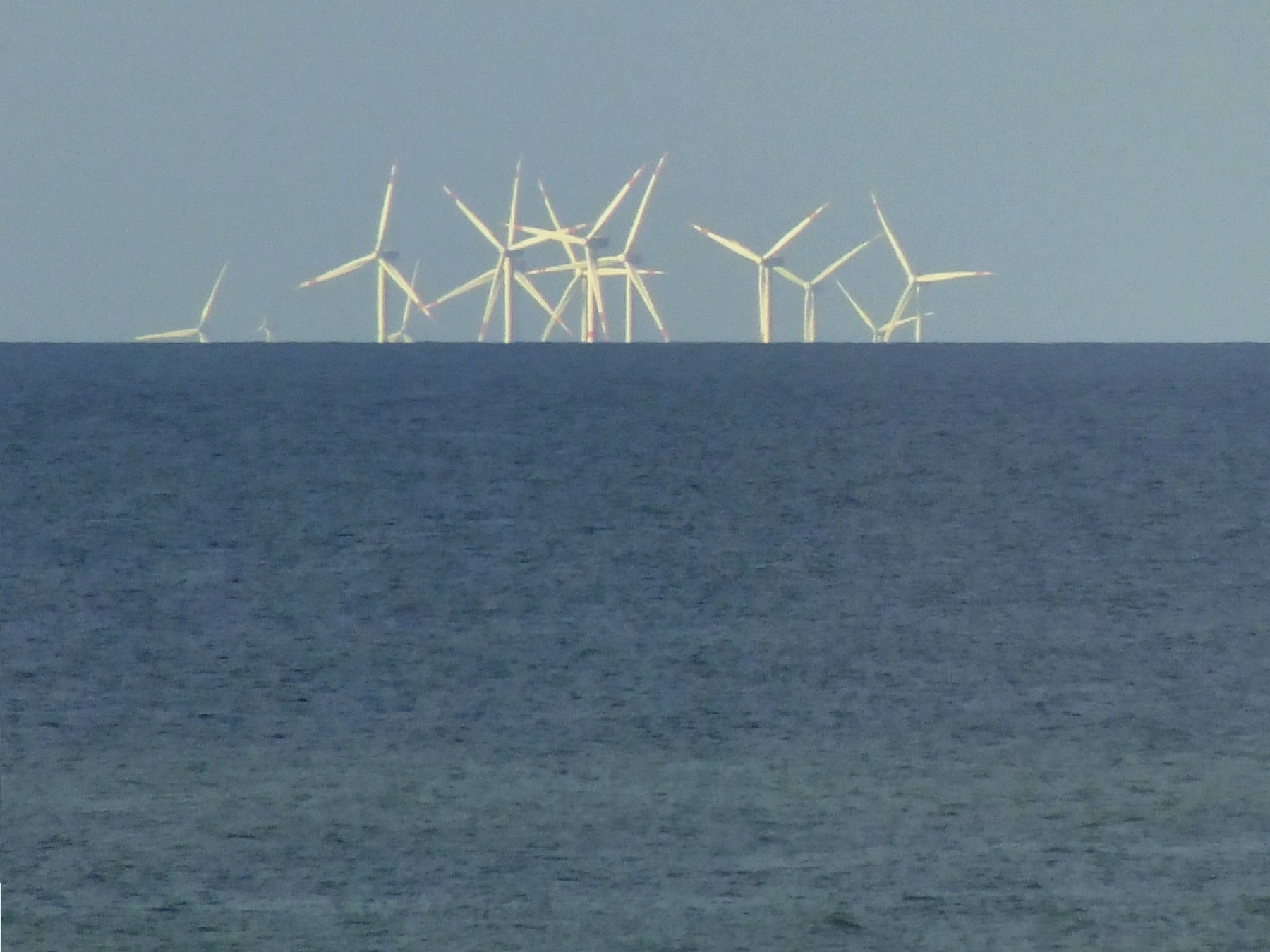
Постепенное исчезновение предметов за горизонтом — один из самых простых способов проверить наличие кривизны земной поверхности (Фото ветряной электростанции Thorntonbank Wind Farm недалеко от побережья Бельгии)

Евгения Скотт назвала Общество плоской Земли примером «экстремального библейско-буквалистского богословия: Земля плоская, потому что Библия говорит, что она плоская, независимо от того, что говорит нам наука».
Аргумент, что Земля неподвижная, потому что никто не ощущает её вращения, опровергается относительностью движения: если в движущемся транспорте подбросить мячик, он упадёт обратно вниз, а не улетит назад против хода транспорта.
Теории плоской Земли, среди прочего, противоречит легко проверяемый факт сезонных изменений положения Солнца: у противоположных полюсов планеты, имеющей наклонённую по отношению к Солнцу отбиту, имеют место полярный день и полярную ночь, чередующиеся длительные периоды непрерывного солнечного света и темноты.
В документальном фильме «За изгибом» физик из Калтеха Спирос Михаэлакис заявил, что вместо попыток принизить сторонников теории плоской Земли, учёные должны лучше просвещать общество в вопросах науки. Различные научные и медицинские эксперты в документальном фильме поддержали идею повышения научной грамотности и избегания маргинализации сторонников теории плоской Земли. Они отметили, что люди, не доверяющие всей науке, включая то, что касается вакцин, эволюции и изменения климата, будут принимать плохо обоснованные решения; люди, которые не проявляют навык критического мышления, могут легко поддаваться манипуляции. Они также указали, что некоторые верующие мотивированы распространять ошибочные идеи. Поскольку эти идеи не ограничены фактами, они могут стать менее безобидными, чем просто вера в плоскую форму Земли.
В 2019 году вышла научно-популярная книга белорусского писателя Андрея Жвалевского «Рептилоиды на плоской Земле. Лженаука», включающая опровержения популярных псевдонаучных идей и теорий заговора. В 2020 году книга вошла в лонг-лист премии «Просветитель».
В реалистической литературе и кино встречаются сатирические изображения людей, верящих в плоскую Землю. Таковы некоторые персонажи комедии Людвига Хольберга «Горец Эразм» (Erasmus Montanus, 1723), рассказа Редьярда Киплинга «Как голосованием признали Землю плоской» (1917) и др. В этих книгах «плоская Земля» выступает как гипербола воинствующего невежества. Распространён юмор, высмеивающий теорию плоской Земли и её сторонников. Популярны различные вариации шутки «сторонники плоской Земли встречаются по всему земному шару» (например: «Международная конференция по плоской Земле 2017 года привлекла сотни участников со всего земного шара»); шутки на тему очевидно абсурдного или вымышленного «доказательства» плоской формы Земли и комментарием «Шах и мат, шароверы» (например, «Если бы Земля была шаром, вся вода стекла бы с неё. Шах и мат, шароверы»).